# 해피버스데이 (텔레비전 프로그램)
《해피버스데이》는 KBS 2TV에서 방영된 텔레비전 프로그램이며 2010년 5월 10일부터 2010년 11월 15일까지 방영되었다.

## 해피버스데이 역사
해당 프로그램은 2010년 3월 24일에 방영되는 시범 방송분이 좋은 반응을 얻어 같은 해 2010년 5월 10일부터 정규 편성되어 방영되었다가, 같은 해 2010년 11월 15일까지 방송분을 마지막으로 종영되었으며 ‘출산 장려 버라이어티 쇼’를 표방했지만 여성을 바라보는 시각의 한계를 단적으로 표출했다는 지적이 있었다.

## 진행자
- 이경규
- 이수근

중도 하차
- 타블로
- 제시카
- 김성은
- 김지호
- 이경실

## 같이 보기
- 저출산
- 제왕 절개
- 임신

## 시청률
- AGB 닐슨 미디어리서치

| 회차   | 방송 일자        | 전국 시청률(증감치) |
| ------ | ---------------- | ------------------- |
| 1회    | 2010년 5월 10일  | 8.0%                |
| 2회    | 2010년 5월 17일  | 6.0%(-2.0)          |
| 3회    | 2010년 5월 24일  | 5.1%(-0.9)          |
| 4회    | 2010년 5월 31일  | 6.6%(+1.5)          |
| 5회    | 2010년 6월 7일   | 8.3%(+1.7)          |
| 6회    | 2010년 6월 14일  | 7.6%(-0.7)          |
| 7회    | 2010년 6월 21일  | 7.2%(-0.4)          |
| 8회    | 2010년 6월 28일  | 8.0%(+0.8)          |
| 스폐셜 | 2010년 7월 5일   | 7.4%                |
| 9회    | 2010년 7월 12일  | 10.4%(+2.4)         |
| 10회   | 2010년 7월 19일  | 8.2%(-2.2)          |
| 11회   | 2010년 7월 26일  | 7.0%(-1.2)          |
| 12회   | 2010년 8월 2일   | 6.8%(-0.2)          |
| 13회   | 2010년 8월 9일   | 6.6%(-0.2)          |
| 14회   | 2010년 8월 16일  | 7.0%(+0.4)          |
| 15회   | 2010년 8월 23일  | 6.8%(-0.2)          |
| 16회   | 2010년 8월 30일  | 7.6%(+0.8)          |
| 17회   | 2010년 9월 6일   | 6.6%(+1.0)          |
| 18회   | 2010년 9월 13일  | 7.0%(+0.4)          |
| 19회   | 2010년 9월 27일  | 5.6%(-1.4)          |
| 20회   | 2010년 10월 4일  | 6.8%(+1.3)          |
| 21회   | 2010년 10월 11일 | 5.4%(-1.4)          |
| 22회   | 2010년 10월 18일 | 5.5%(+0.1)          |
| 23회   | 2010년 10월 25일 | 4.3%(-1.2)          |
| 24회   | 2010년 11월 1일  | 5.2%(+0.9)          |
| 25회   | 2010년 11월 8일  | 8.5%(+3.3)          |
| 26회   | 2010년 11월 15일 | 5.2%(-3.3)          |